# كارلوس ألفارينغا
كارلوس ألفارينغا (بالإسبانية: Carlos Alvarenga)‏ هو لاعب كرة قدم ومدرب كرة قدم باراغواياني في مركز الدفاع، ولد في 23 سبتمبر 1982 في هرناندارياس في باراغواي. لعب مع سبورتيفو لوكوينو.